# USL League One
La USL League One (anciennement USL D3) est une ligue professionnelle nord-américaine de soccer organisée par l'organisation United Soccer Leagues (USL) et sanctionnée par la Fédération des États-Unis de soccer. La ligue connait sa saison inaugurale en 2019. Il n'existe pas de système de promotion et relégation. À la suite de la saison régulière, des séries éliminatoires sont organisées entre les meilleures équipes de la saison.

## Histoire

### Fondation (2017-2018)
La United Soccer League dispose du statut de seconde division en janvier 2017, laissant le troisième rang du soccer américain inoccupé. Le 2 avril 2017, les United Soccer Leagues annoncent qu'elles lancent une nouvelle ligue de troisième division pour la saison 2019, avec un minimum de huit franchises et des exigences inférieures à celles de la deuxième division (USL). Il est également évoqué que l'image de marque et d'autres informations sur la ligue seraient avancées au cours de l'été 2017.
Au cours des mois suivants, la ligue commence à chercher des villes constituant des marchés à fort potentiel. Du 26 avril au 3 mai 2017, le vice-président de la ligue Steven Short visite alors la région sud-est des États-Unis, s'arrêtant dans les villes de Lexington, Knoxville, Asheville, Greenville et Columbia. Après la clôture de la tournée, la ligue mentionne la possibilité pour la franchise de Premier Development League, le Tormenta de South Georgia de Statesboro, de rejoindre la ligue,.
Quelques semaines plus tard, les dirigeants de la ligue annoncent qu'ils ont visité la région du Midwest aux États-Unis du 22 au 26 mai, dans les villes de Dayton, Toledo, Fort Wayne, Lansing et Grand Rapids. Après la fin de la tournée initiale, la ligue affirme que la franchise de  PDL du Menace de Des Moines pourrait rejoindre la ligue.
Avant la tournée à travers le Midwest, les dirigeants visitent deux autres villes en Caroline du Nord : High Point et Fayetteville. Après la tournée, on avance qu'il existe des plans potentiels pour construire un nouveau stade polyvalent à High Point ainsi que des perspectives positives sur le partage éventuel du J. P. Riddle Stadium avec les SwampDogs de Fayetteville, ou le nouveau stade des Astros de Buies Creek qui devrait être complété en mars 2019. En septembre, trois nouvelles villes en Alabama accueillent une visite des dirigeants de la nouvelle ligue avec Huntsville, Mobile et Montgomery, tout comme la ville de Macon en Géorgie et également deux villes au Texas : Amarillo et Lubbock. Puis, du 6 au 10 novembre 2017, les prospections pour de nouveaux marchés ont lieu dans la région nord-est des États-Unis avec les villes de Manchester, Portland, Providence et Worcester. En février 2018, la ville de Fort Myers en Floride accueille une visite des dirigeants de la nouvelle ligue,. 
Le 25 janvier 2018, la franchise du Tormenta de South Georgia est présentée comme le premier membre fondateur de la USL Division III, pour la saison 2019. Le 6 février 2018, la franchise du FC Tucson est la deuxième équipe à rejoindre la nouvelle ligue.  Le club fera ses débuts en 2019 ou 2020. Greenville devient, le 13 mars 2018, la troisième franchise à intégrer la ligue en vue de la saison 2019. Ce n'est que le 9 août 2018 que le nom de Triumph de Greenville est révélé lors d'une soirée où le logo est également dévoilé.
Madison devient, le 17 mai 2018, la quatrième franchise à intégrer la ligue en vue de la saison 2019. Le Toronto FC II se relègue eux-mêmes en USL Division III le 2 juillet 2018. Chattanooga devient, le 1er août 2018, la sixième franchise à intégrer la ligue en vue de la saison 2019. Ce n'est que le 24 septembre 2018 que le nom des Red Wolves de Chattanooga est révélé.
Le 22 août 2018, les Rhinos de Rochester annoncent que la franchise rejoindra la USL Division III pour la saison 2020. Le Orlando City B rejoint la USL Division III le 6 septembre 2018, pour la saison 2019. Les Kickers de Richmond se relèguent eux-mêmes en USL Division III le 11 septembre 2018. Le 8 octobre 2018, le Penn FC, qui joue dans la USL depuis la saison 2011, a annoncé qu'il ferait une pause pour la saison 2019 à la recherche d'un nouveau stade et reprendrait sa place dans la League One en 2020. L'Ignite de Lansing devient, le 25 octobre 2018, la neuvième franchise à intégrer la ligue en vue de la saison 2019.

## Équipes de la USL League One en 2023

### Carte
| \| Tormenta Tucson Greenville Madison Richmond Chattanooga Omaha North Carolina Central Valley Northern Colorado Charlotte Knoxville Lexington \| Localisation des clubs de la USL League One en 2022. |
| Tormenta Tucson Greenville Madison Richmond Chattanooga Omaha North Carolina Central Valley Northern Colorado Charlotte Knoxville Lexington                                                            |

### Tableau
| Équipes actuelles                   | Équipes actuelles           | Équipes actuelles                                | Équipes actuelles | Équipes actuelles | Équipes actuelles |
| Équipe                              | Ville, État                 | Stade (capacité)                                 | Début en USL1     | Entraîneur        |                   |
| ----------------------------------- | --------------------------- | ------------------------------------------------ | ----------------- | ----------------- | ----------------- |
| Fuego de Central Valley (en)        | Fresno, Californie          | Fresno State Soccer Stadium (1 000)              | 2022              | Jaime Ramírez     |                   |
| Independence de Charlotte           | Charlotte, Caroline du Nord | American Legion Memorial Stadium (en) (10 500)   | 2022              | Mike Jeffries     |                   |
| Red Wolves de Chattanooga (en)      | Chattanooga, Tennessee      | CHI Memorial Stadium (en) (5 500)                | 2019              | Jimmy Obleda      |                   |
| Forward Madison FC                  | Madison, Wisconsin          | Breese Stevens Field (5 000)                     | 2019              | Matt Glaeser      |                   |
| Triumph de Greenville               | Greenville, Caroline du Sud | Paladin Stadium (en) (16 000)                    | 2019              | John Harkes       |                   |
| Lexington SC                        | Lexington, Kentucky         | Lexington SC Stadium (en) (7 500)                | 2023              | Sam Stockley      |                   |
| North Carolina FC                   | Cary, Caroline du Nord      | Sahlen’s Stadium at WakeMed Soccer Park (10 000) | 2021              | John Bradford     |                   |
| Hailstorm de Northern Colorado (en) | Windsor, Colorado           | Future Legends Complex (en) (6 000)              | 2022              | Éamon Zayed       |                   |
| One Knoxville SC (en)               | Knoxville, Tennessee        | Regal Stadium (en) (3 000)                       | 2023              | Mark McKeever     |                   |
| Union Omaha (en)                    | Papillion, Nebraska         | Werner Park (9 023)                              | 2020              | Jay Mims          |                   |
| Kickers de Richmond                 | Richmond, Virginie          | City Stadium (9 000)                             | 2019              | Darren Sawatzky   |                   |
| Tormenta de South Georgia (en)      | Statesboro, Géorgie         | Eagle Field (3 500)                              | 2019              | Ian Cameron       |                   |

### Futures expansions
Les franchises de USL League Two, le Menace de Des Moines, basé à Des Moines, et le Lane United, basé à Eugene sont en discussion avec la ligue, pour rejoindre la USL2. De même, la franchise de NPSL des Rangers de Little Rock, basée à Little Rock est aussi en discussion avec la nouvelle ligue.

## Palmarès
| Année | Vainqueur                          | Résultat  | Finaliste                      | Lieu de la finale                            | Vainqueursaison régulière | Bilan V-N-D |
| ----- | ---------------------------------- | --------- | ------------------------------ | -------------------------------------------- | ------------------------- | ----------- |
| 2019  | North Texas SC (1)                 | 1-0       | Triumph de Greenville          | Toyota Stadium, Frisco                       | North Texas SC            | 17-5-6      |
| 2020  | Triumph de Greenville (1)          | Non tenue | Union Omaha (en)               | Legacy Early College Field (en), Greenville  | Triumph de Greenville     | 11-2-3      |
| 2021  | Union Omaha (en) (1)               | 3-0       | Triumph de Greenville          | Werner Park, Papillion                       | Union Omaha (en)          | 14-9-5      |
| 2022  | Tormenta de South Georgia (en) (1) | 2-1       | Red Wolves de Chattanooga (en) | Optim Sports Medicine Field (en), Statesboro | Kickers de Richmond       | 14-9-7      |

## Logos

Logo de 2017 à 2018
Logo depuis 2019